# Ožďany
Ožďany es un municipio del distrito de Rimavská Sobota en la región de Banská Bystrica, Eslovaquia, con una población estimada a final del año 2024 de 1583 habitantes.
Se encuentra ubicado al este de la región, en la cuenca hidrográfica del río Sajó —un afluente derecho del río Tisza— y cerca de la frontera con la región de Košice y con Hungría.

## Demografía
| Año        | 1994 | 2004    | 2014    | 2024    |
| ---------- | ---- | ------- | ------- | ------- |
| Población  | 1516 | 1574    | 1641    | 1583    |
| Diferencia |      | +3,82 % | +4,25 % | −3,53 % |

| Año        | 2023 | 2024    |
| ---------- | ---- | ------- |
| Población  | 1590 | 1583    |
| Diferencia |      | −0,44 % |